# Lydia Byam
Lydia Byam (bautizada en 1772) fue una ilustradora botánica reconocida por sus obras que demuestran plantas del Caribe. La carrera de Byam floreció entre los años 1797 y 1800. Publicó sus obras A collection of exotics, from the Island of Antigua en el año 1797 y Fruits of the West Indies en 1800. Estas obras son raras e importantes por el rol que tuvieron en desarrollar interés en la botánica de las islas del Caribe y los beneficios dietéticos y medicinales que ofrecen.

## Familia
Lydia Byam fue hija de William Byam (un abogado y miembro del Consejo Privado de Antigua que murió y fue sepultado en St. Georges, Antigua en 1779) y Martha Rogers (hija de Edward Rogers). Lydia Byam fue bautizada el 4 de septiembre de 1772 en Antigua y murió en altamar en una fecha desconocida.
Se nota la importancia de la familia Byam en la isla de Antigua a través del testamento que dejó su padre, donde se describe la extensa propiedad que poseía. El testamento de William Byam, hecha en marzo de 1773, indica que su primer hijo Edward Byam adquirió la mayoría de la propiedad, mientras el segundo hijo Samuel Byam adquirió 4000 libras esterlinas, y 3000 libras esterlinas para Lydia Byam. Martha Byam recibió la casa y terreno en Pembrokeshire y después de su muerte sería de Lydia.
El árbol genealógico de Lydia indica que es descendiente de Edward Byam, quien fue el diputado o gobernador de Lugarteniente de Antigua de 1715-1741. El linaje de la familia Byam establece su importancia y poder en Antigua.

## Trabajos
- A collection of exotics, from the Island of Antigua (1797) versión digital disponible a través de la Biblioteca John Carter Brown.
- Fruits of the West Indies (1800) versión digital disponible a través de la Biblioteca John Carter Brown

## Galería

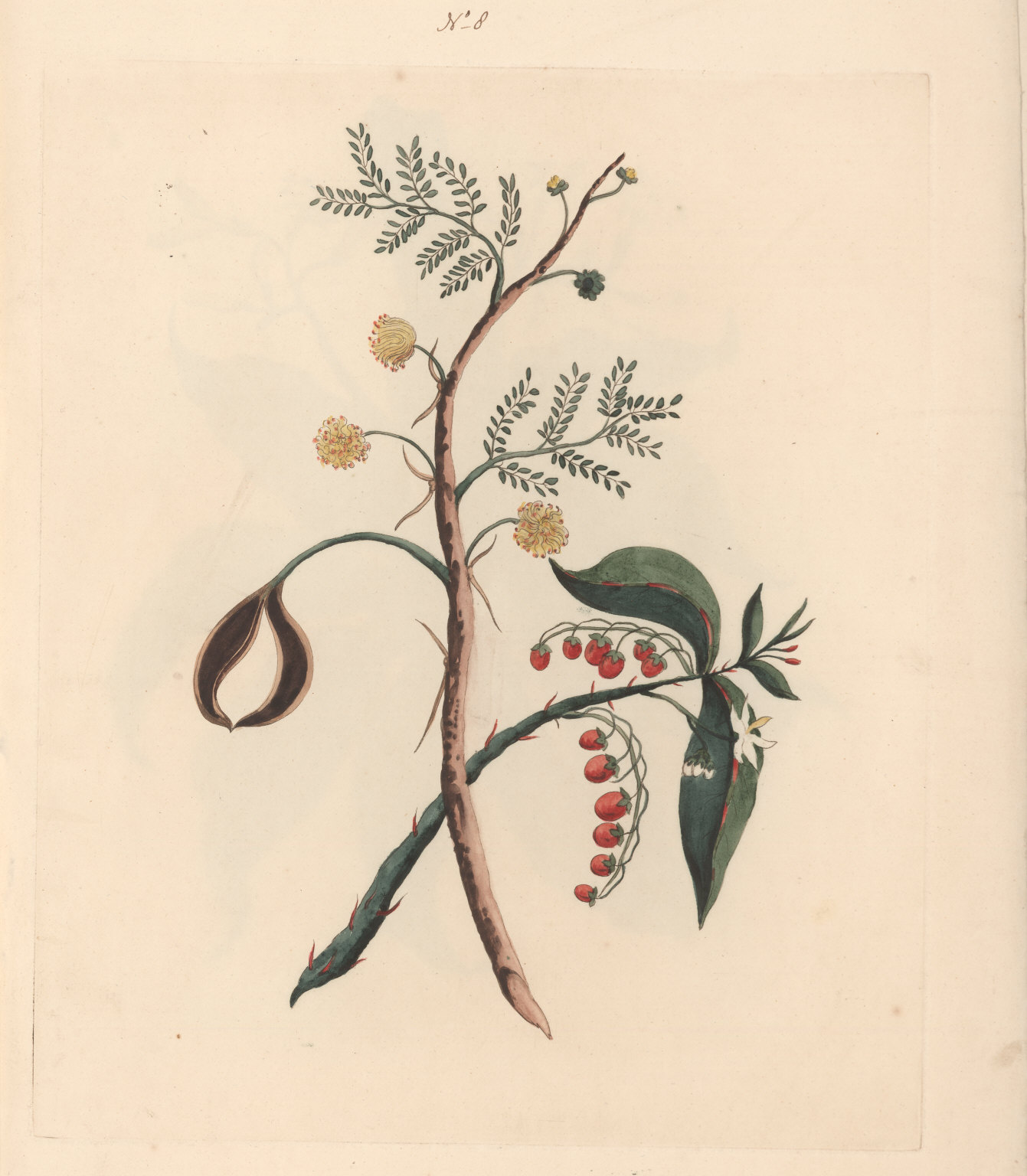
Acacia Mimosa
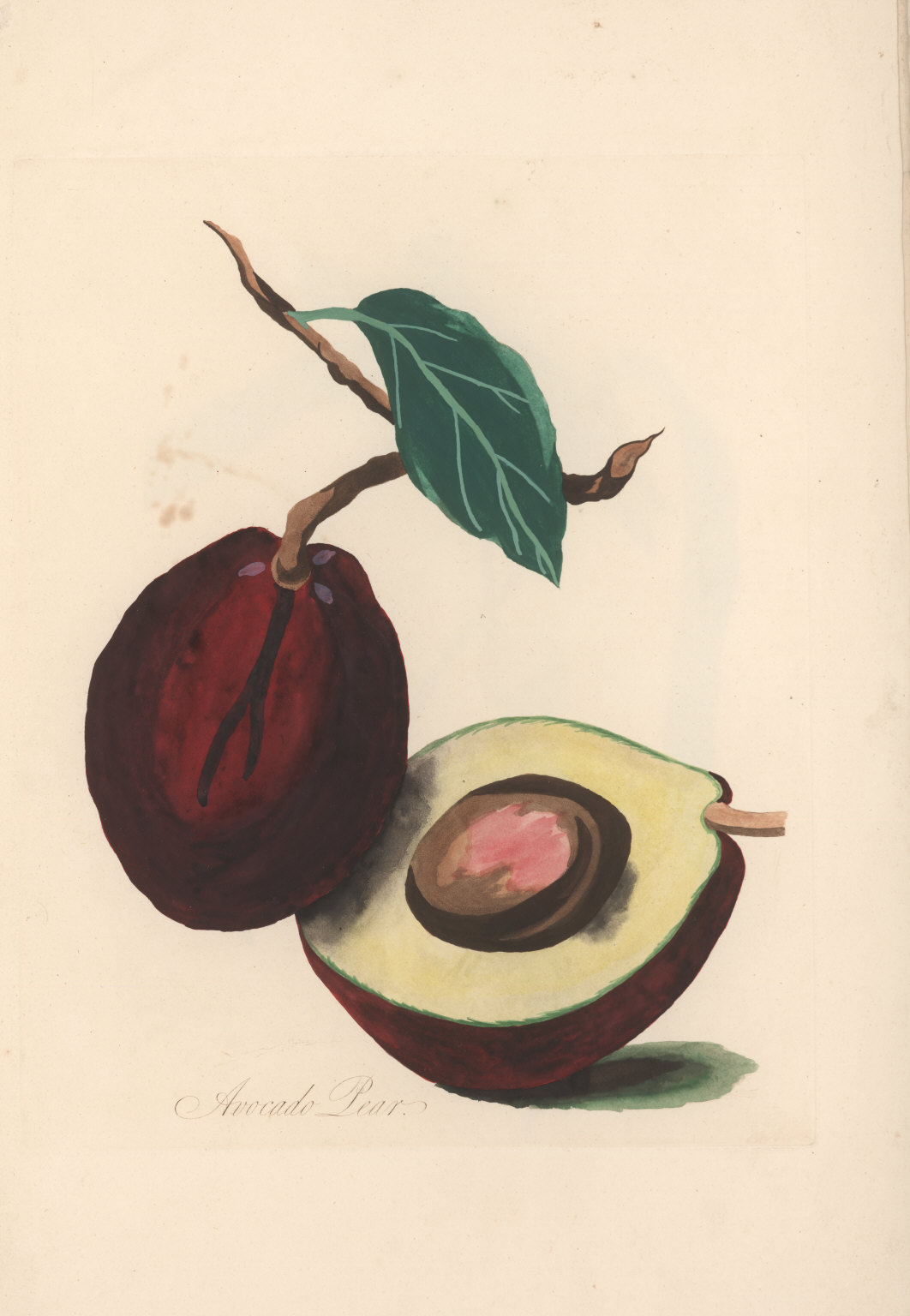
Pera
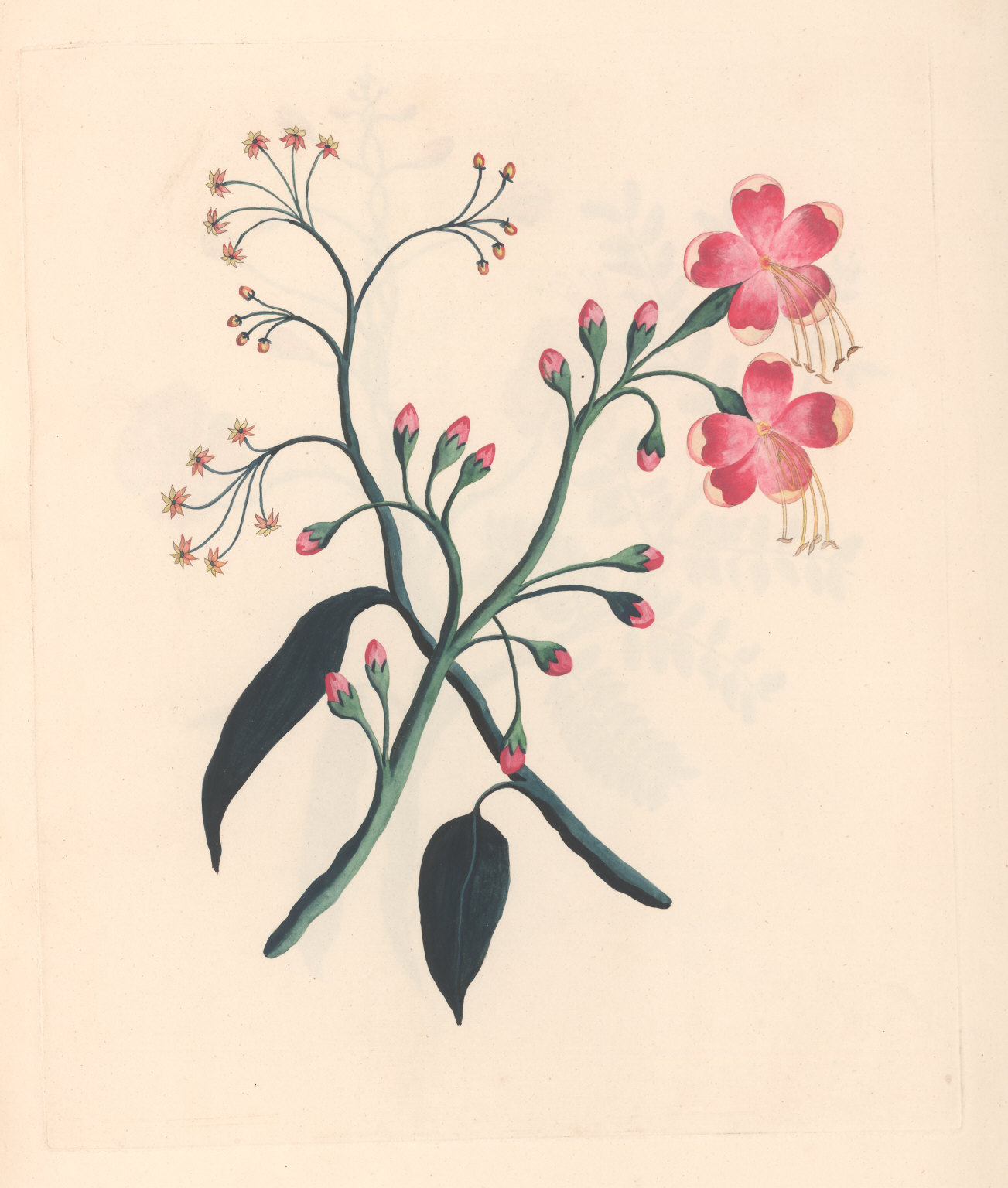
Bombay gossipium
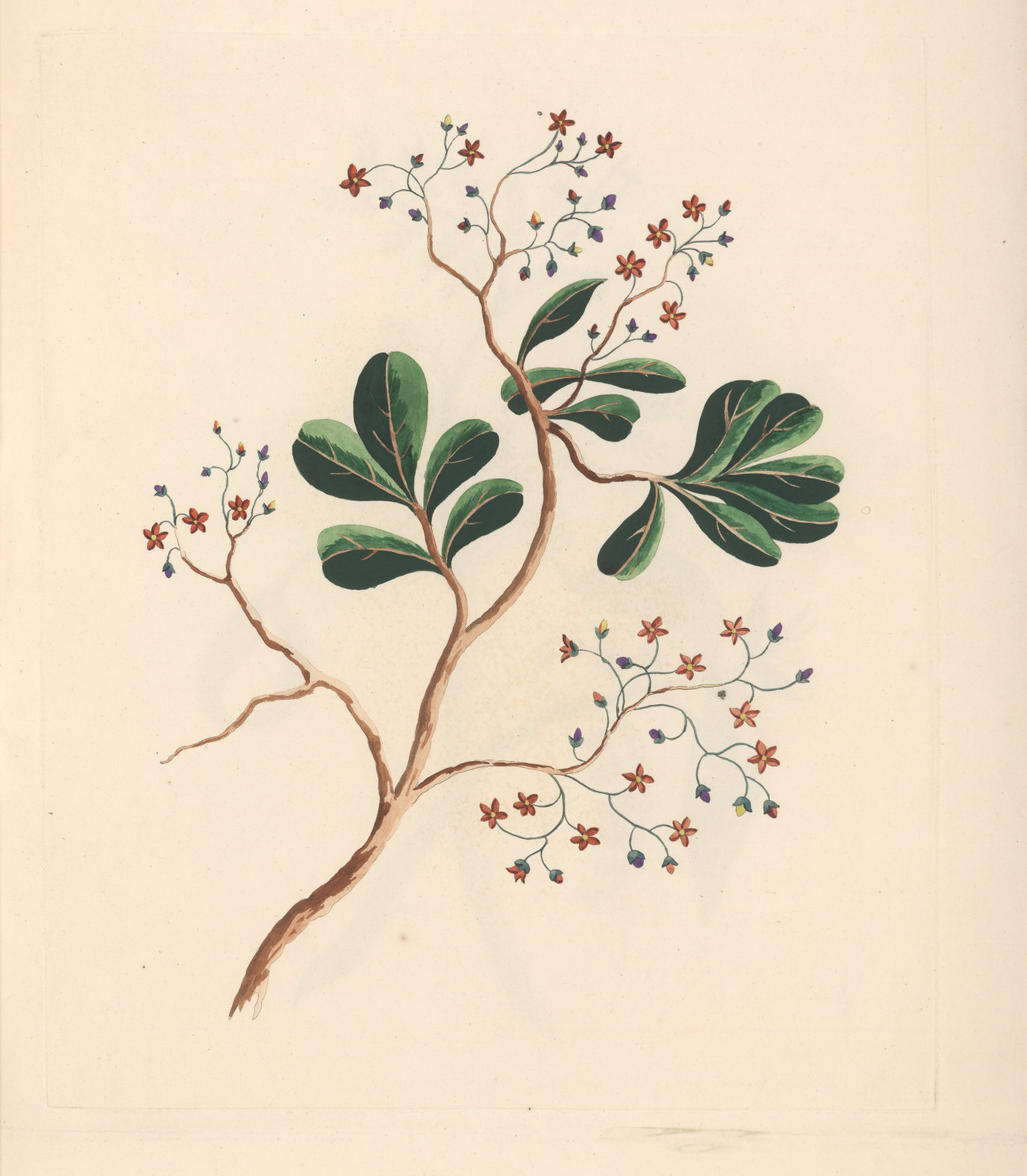
Canella alba
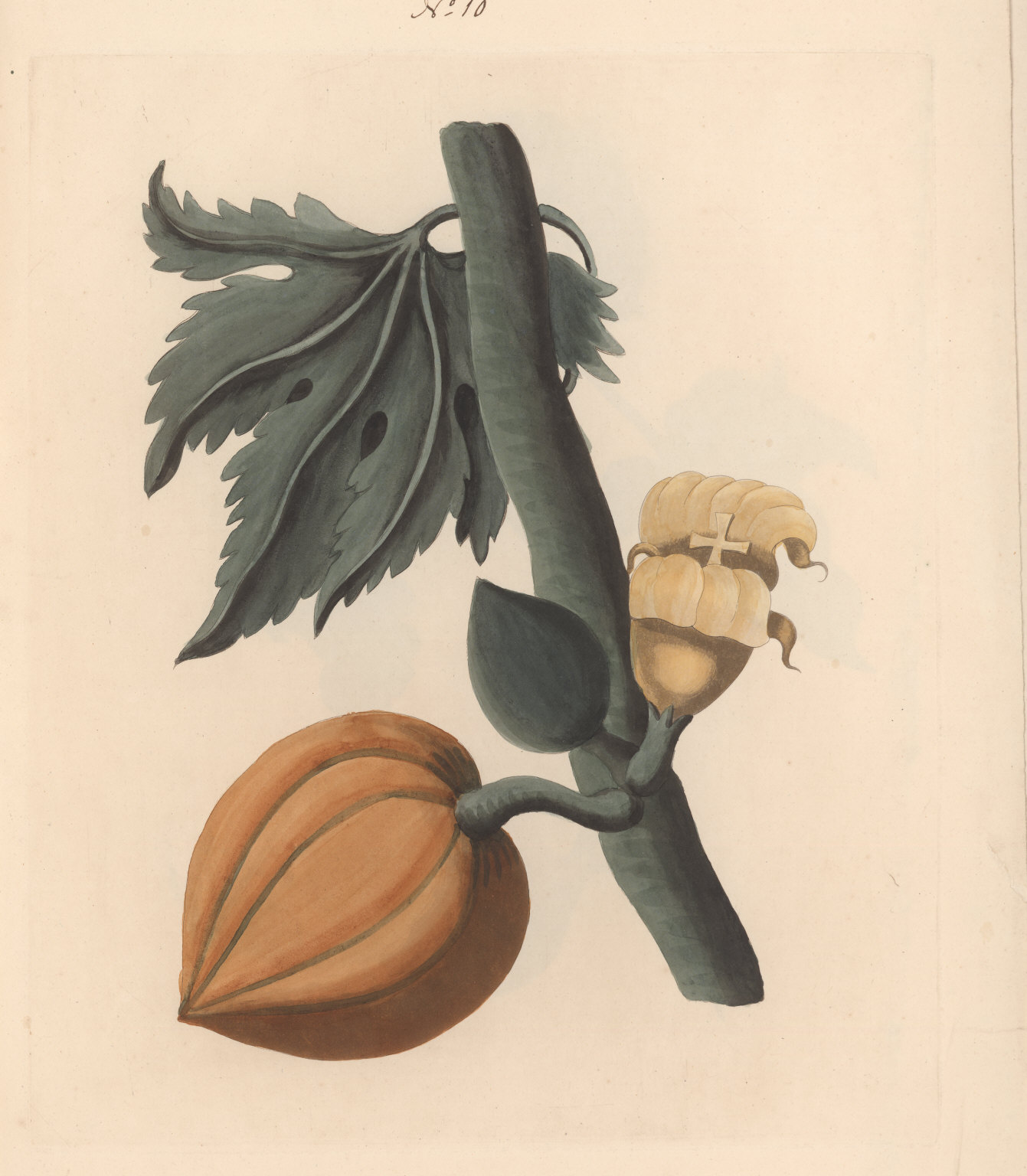
Papaya
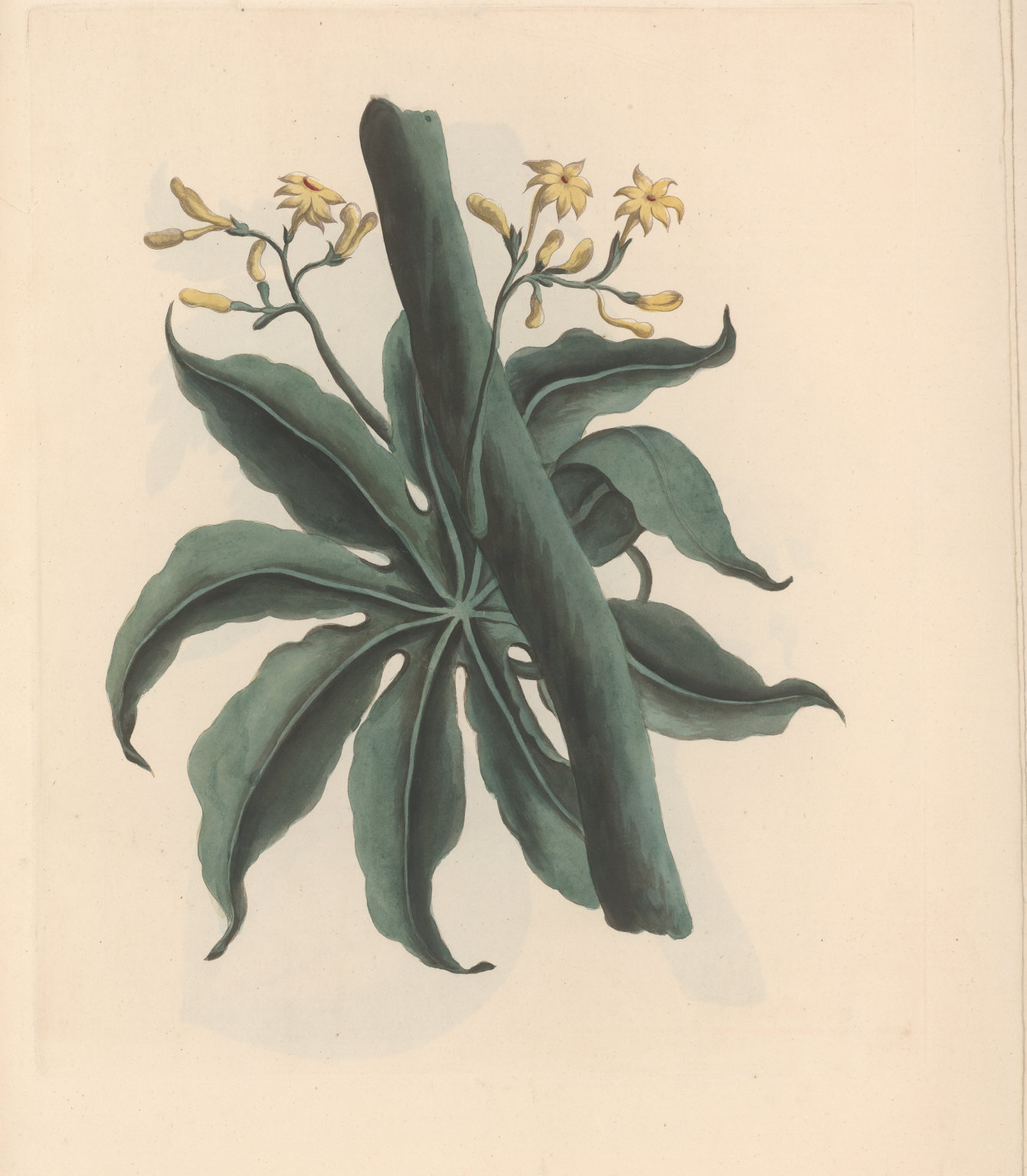
Papaya
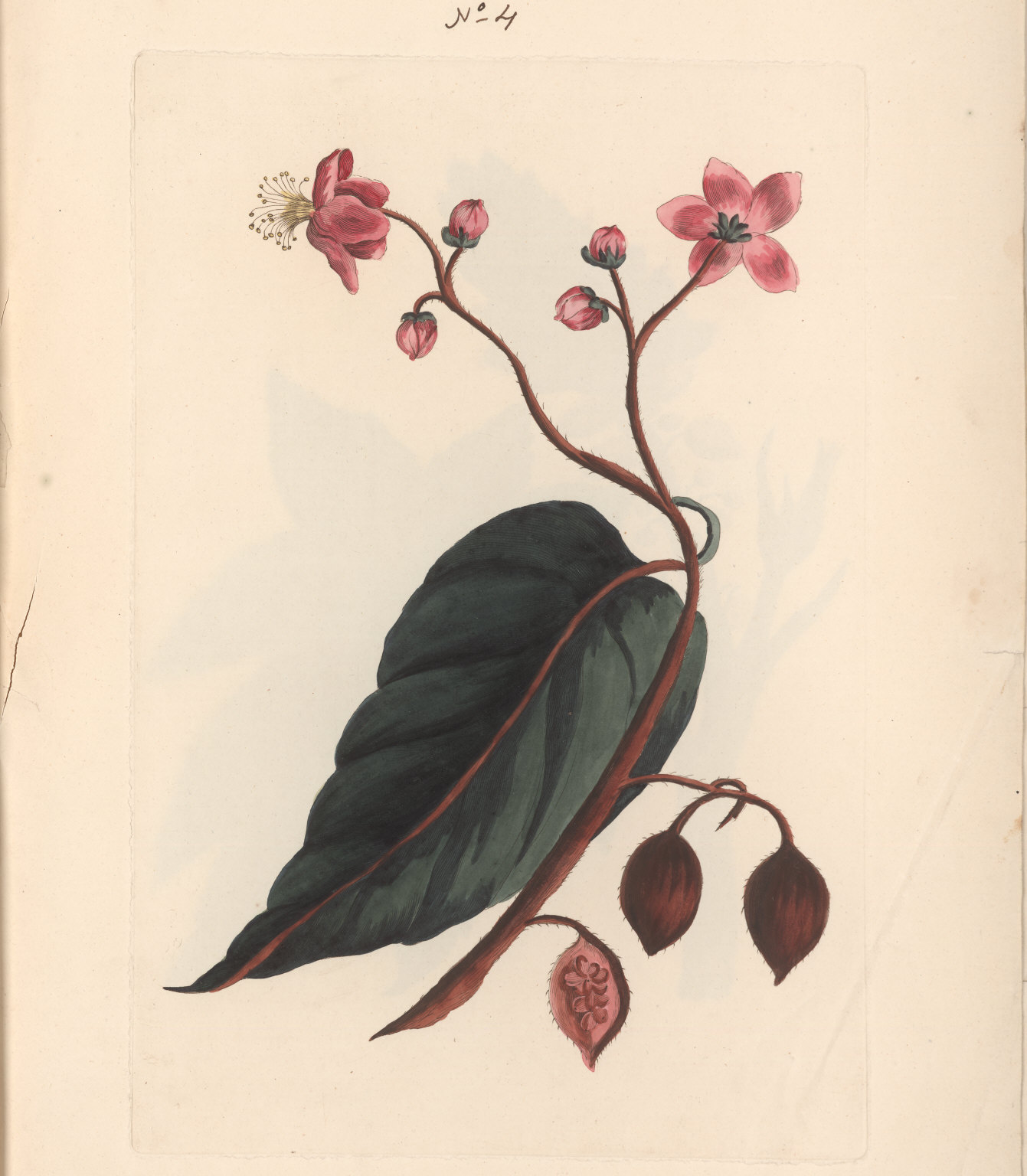
Rocou
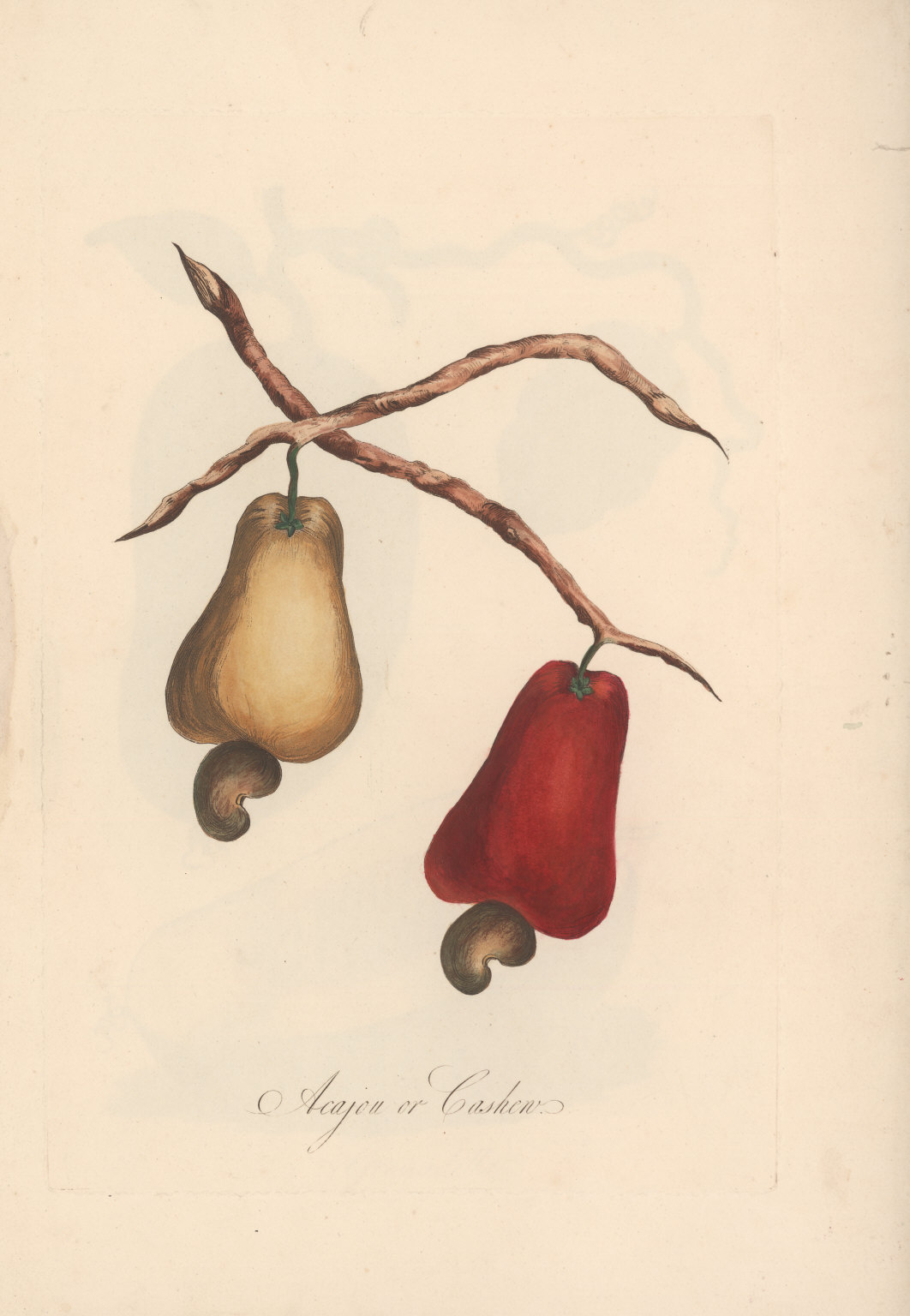
Cashew
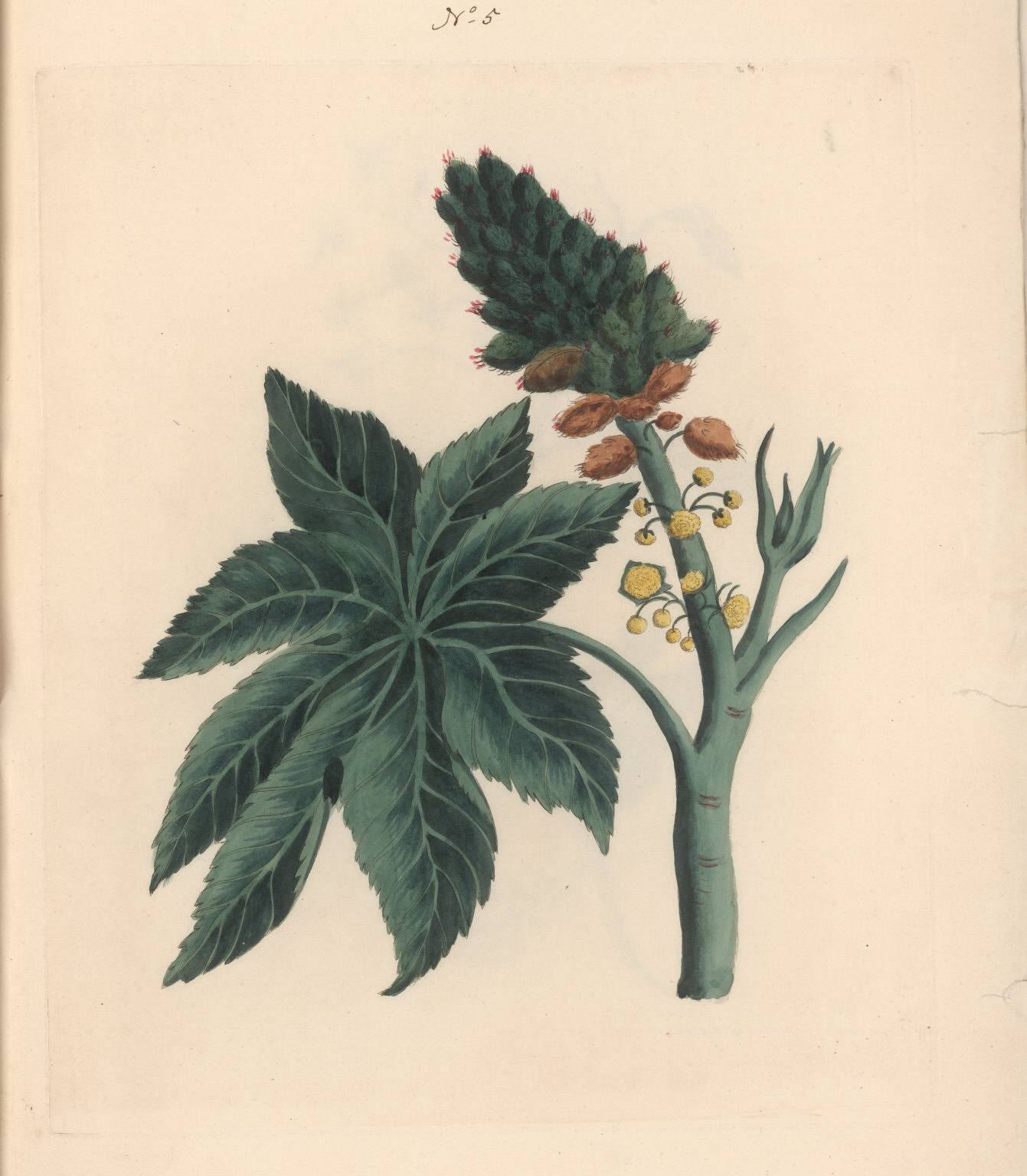
Castor
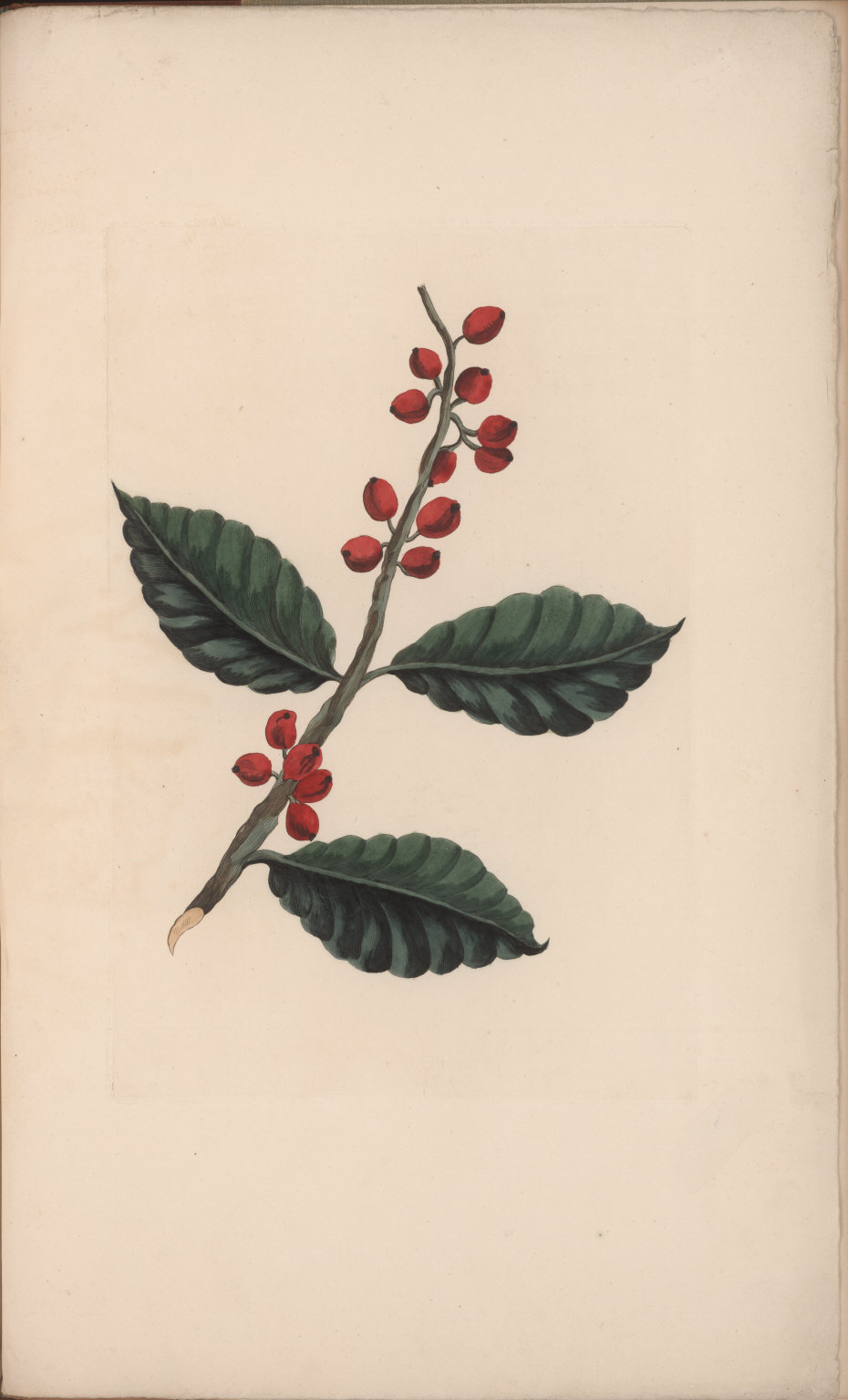
Árbol de café
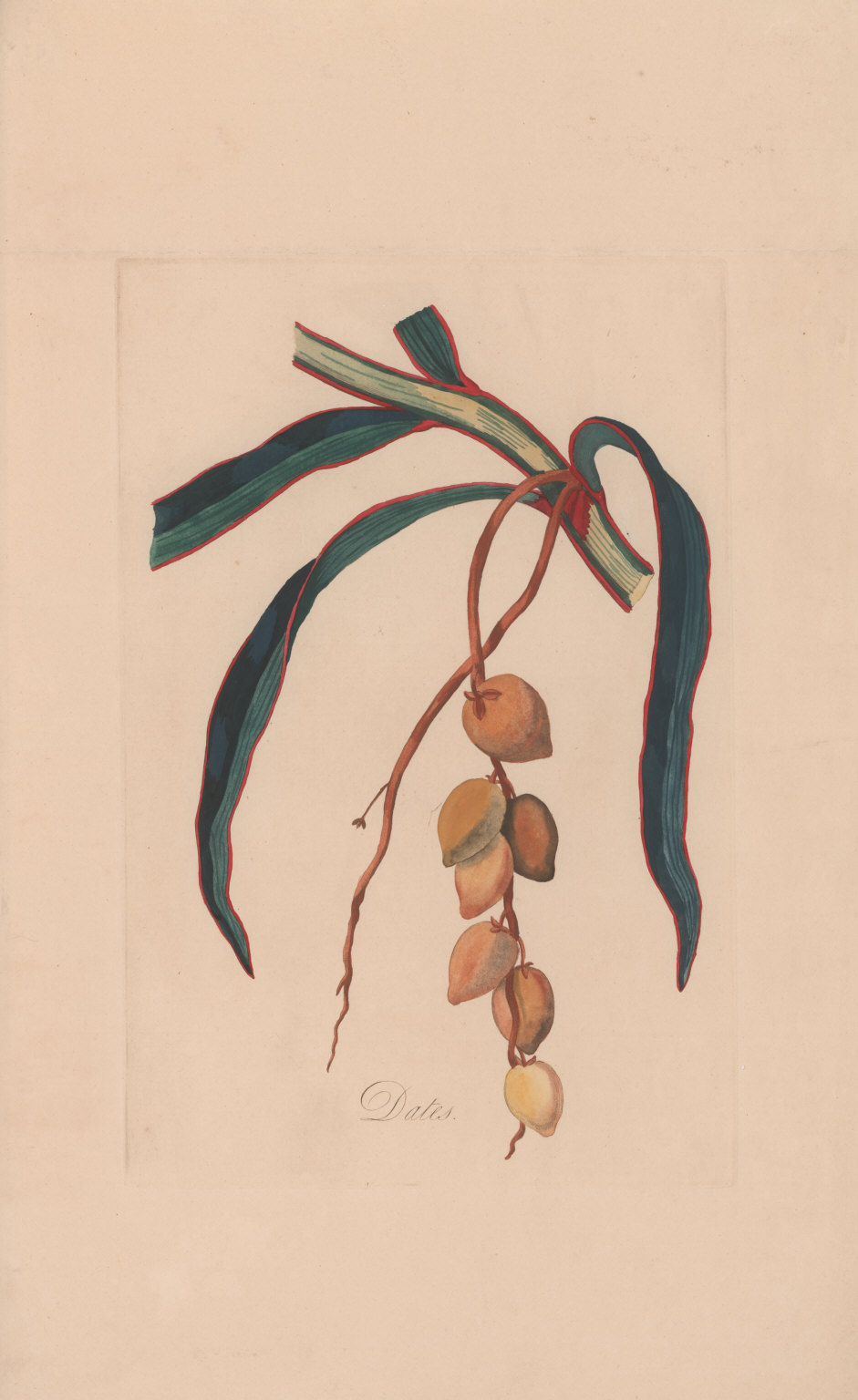
Dátil
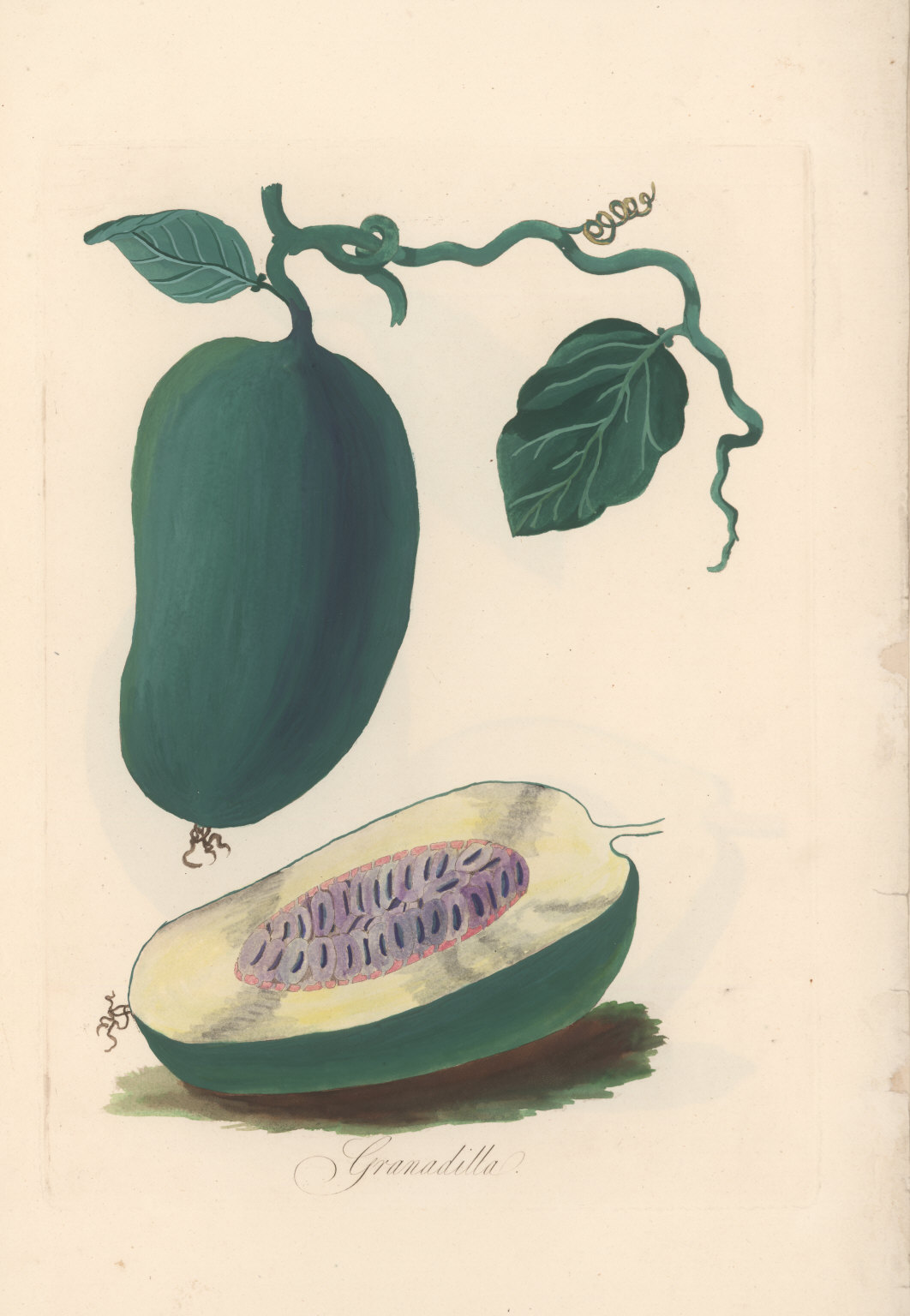
Granadilla
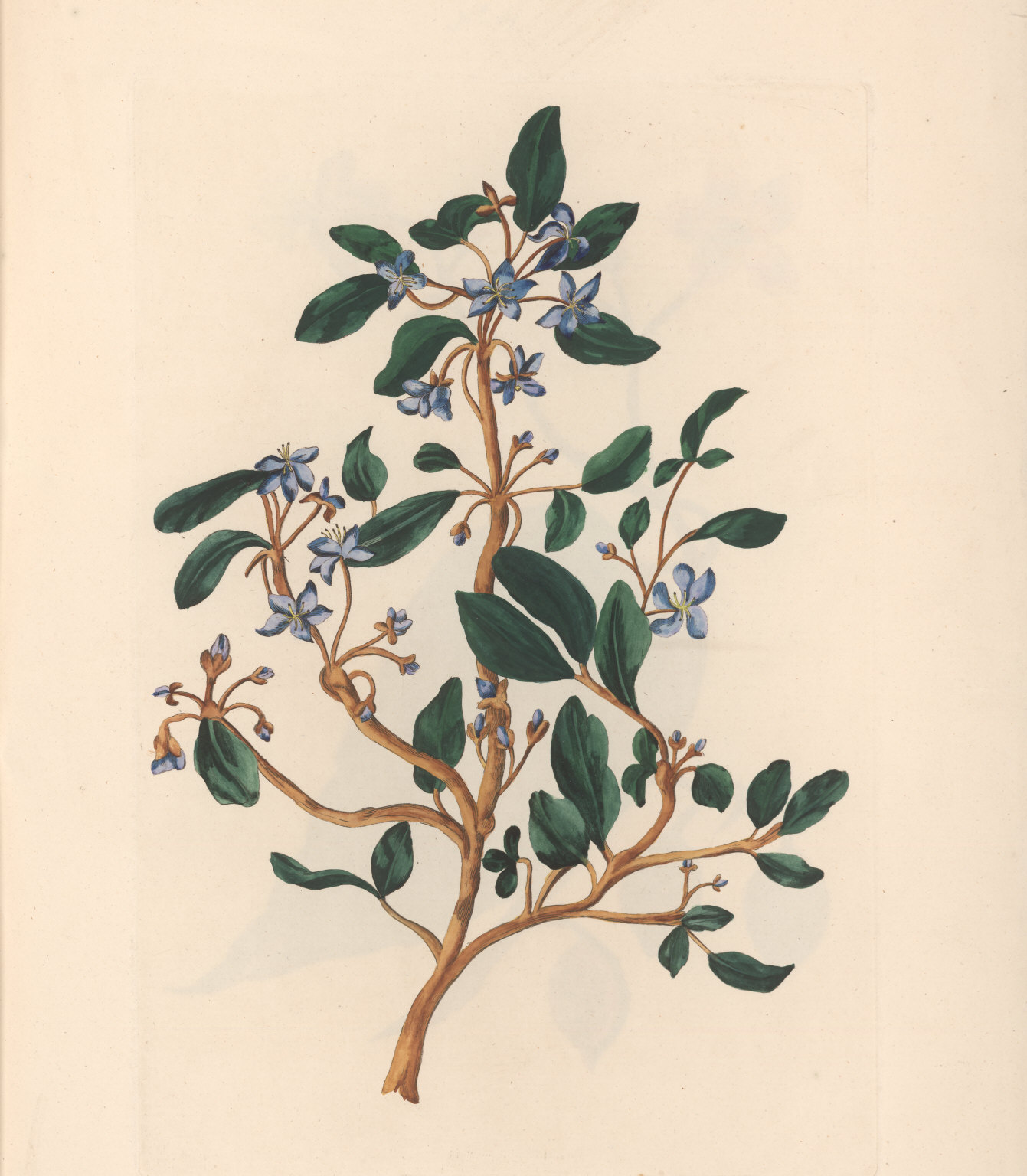
Guaiacum
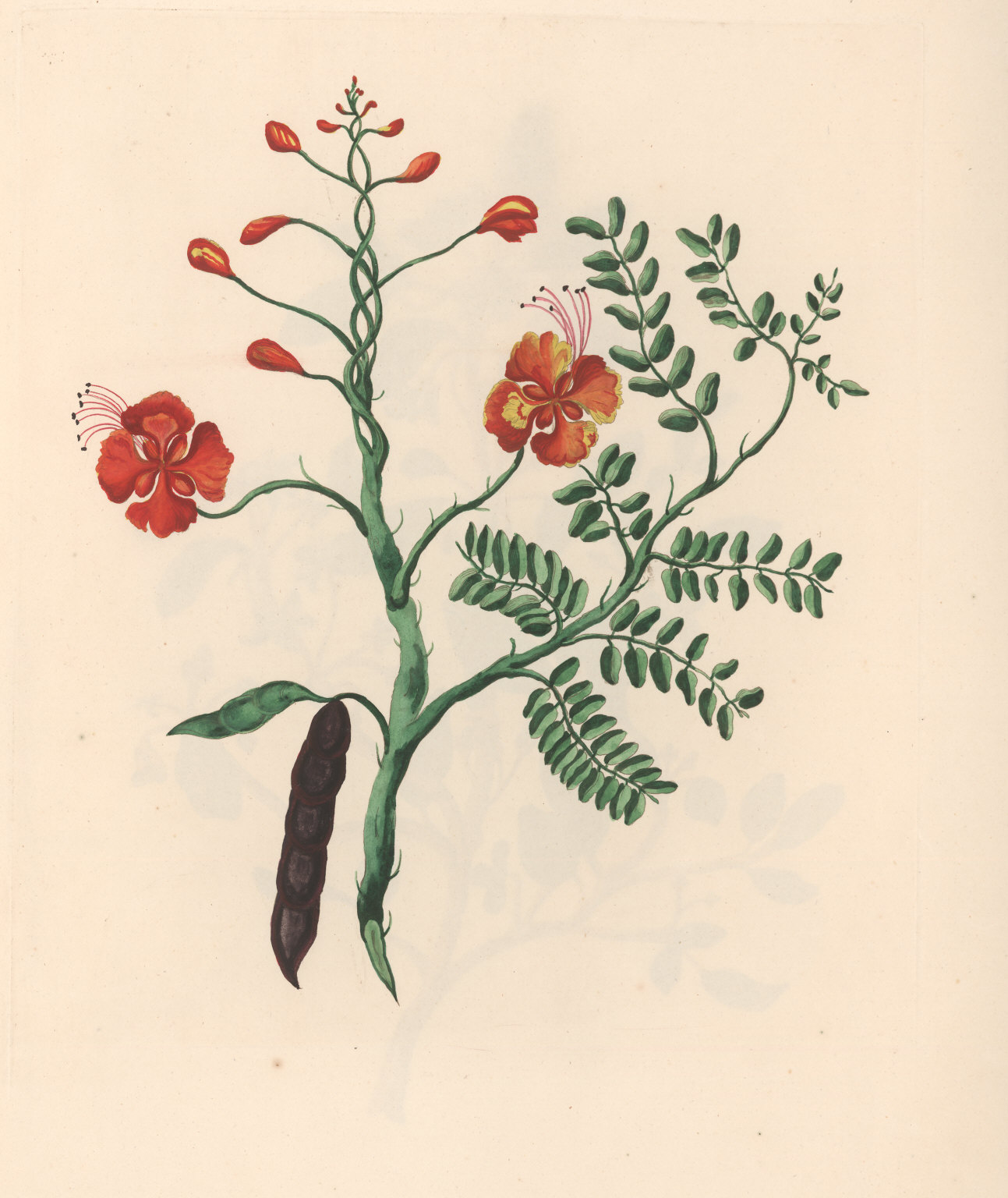
Poinciana
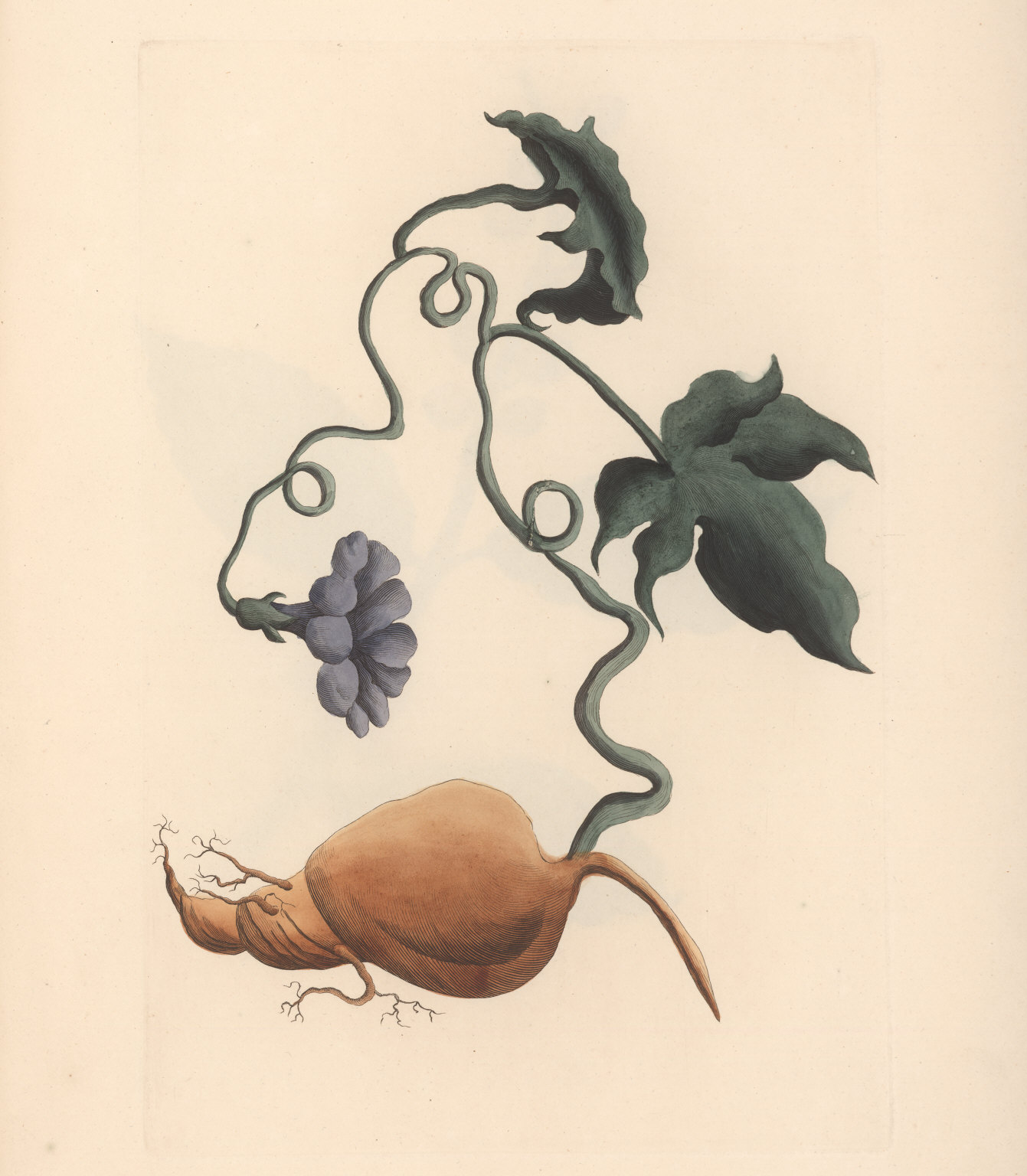
Viña de papa
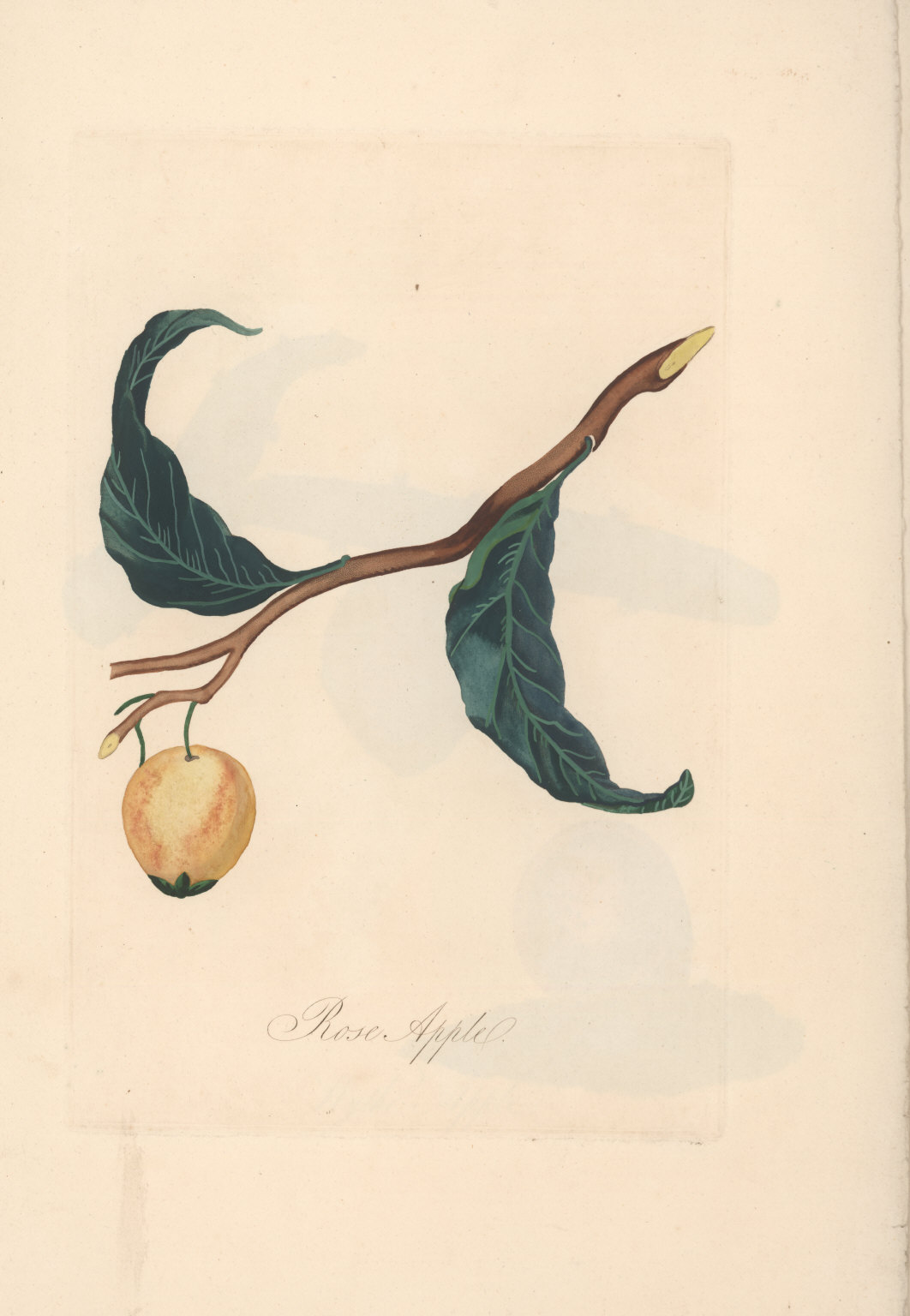
Manzana
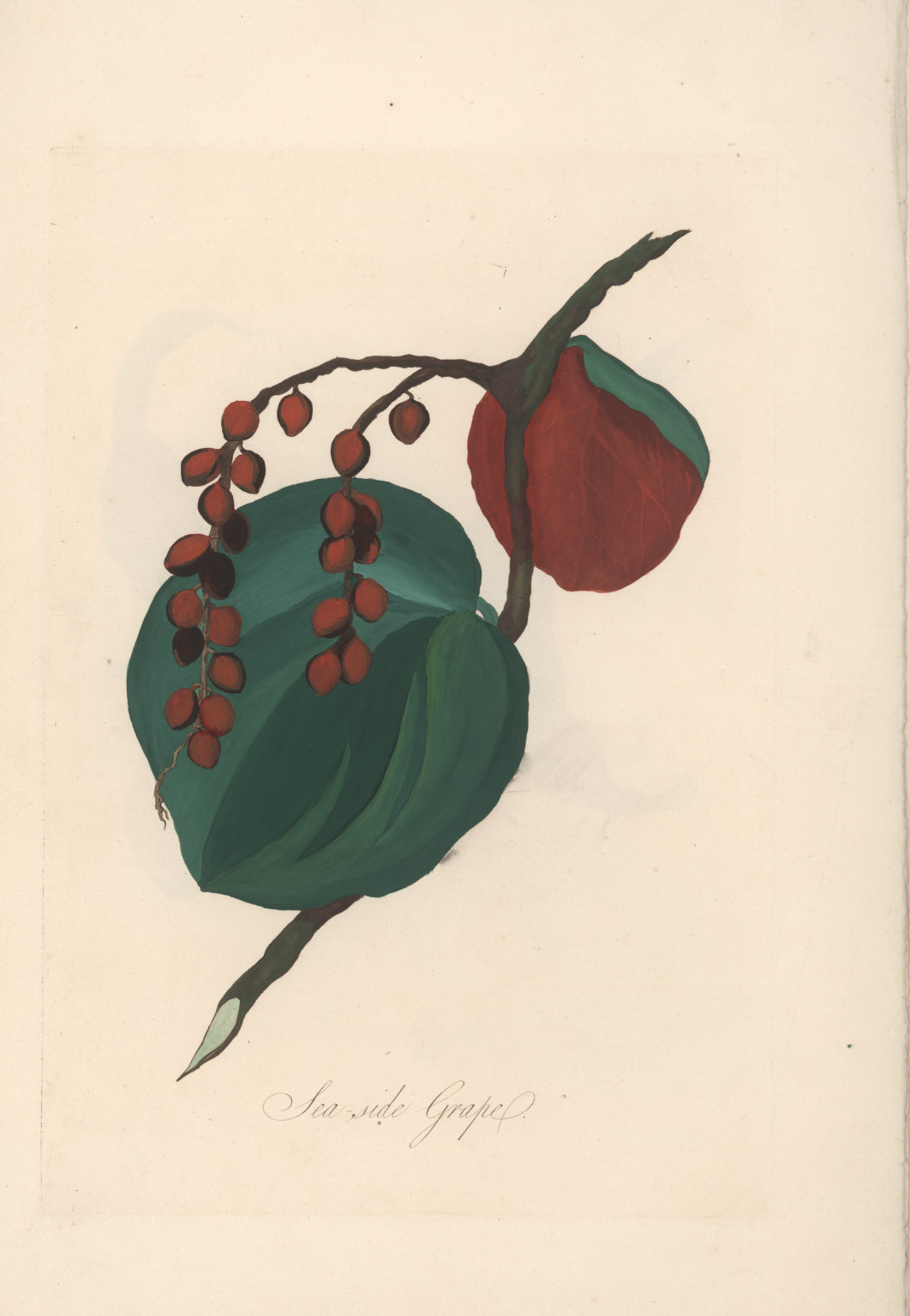
Uva
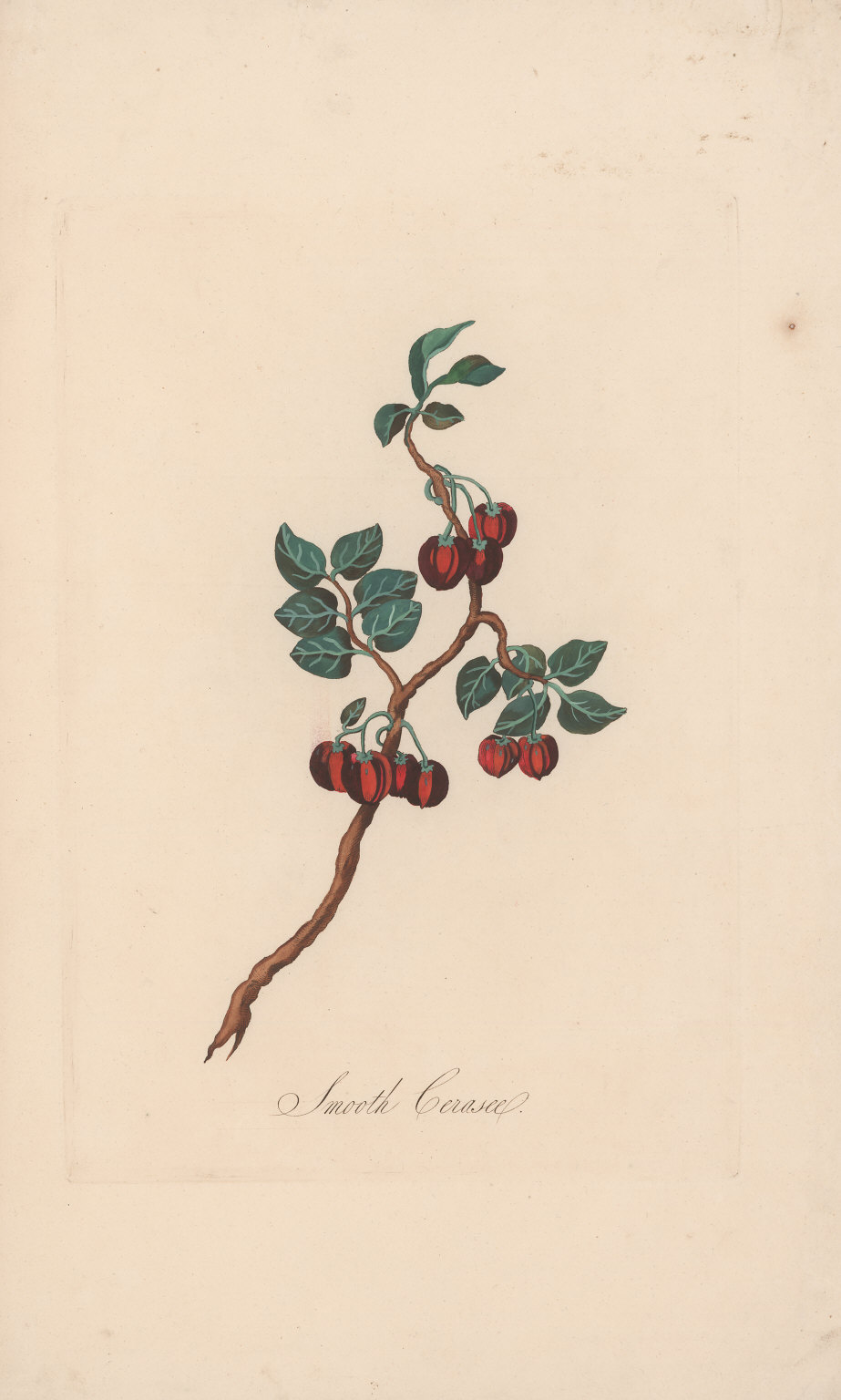
cerasee
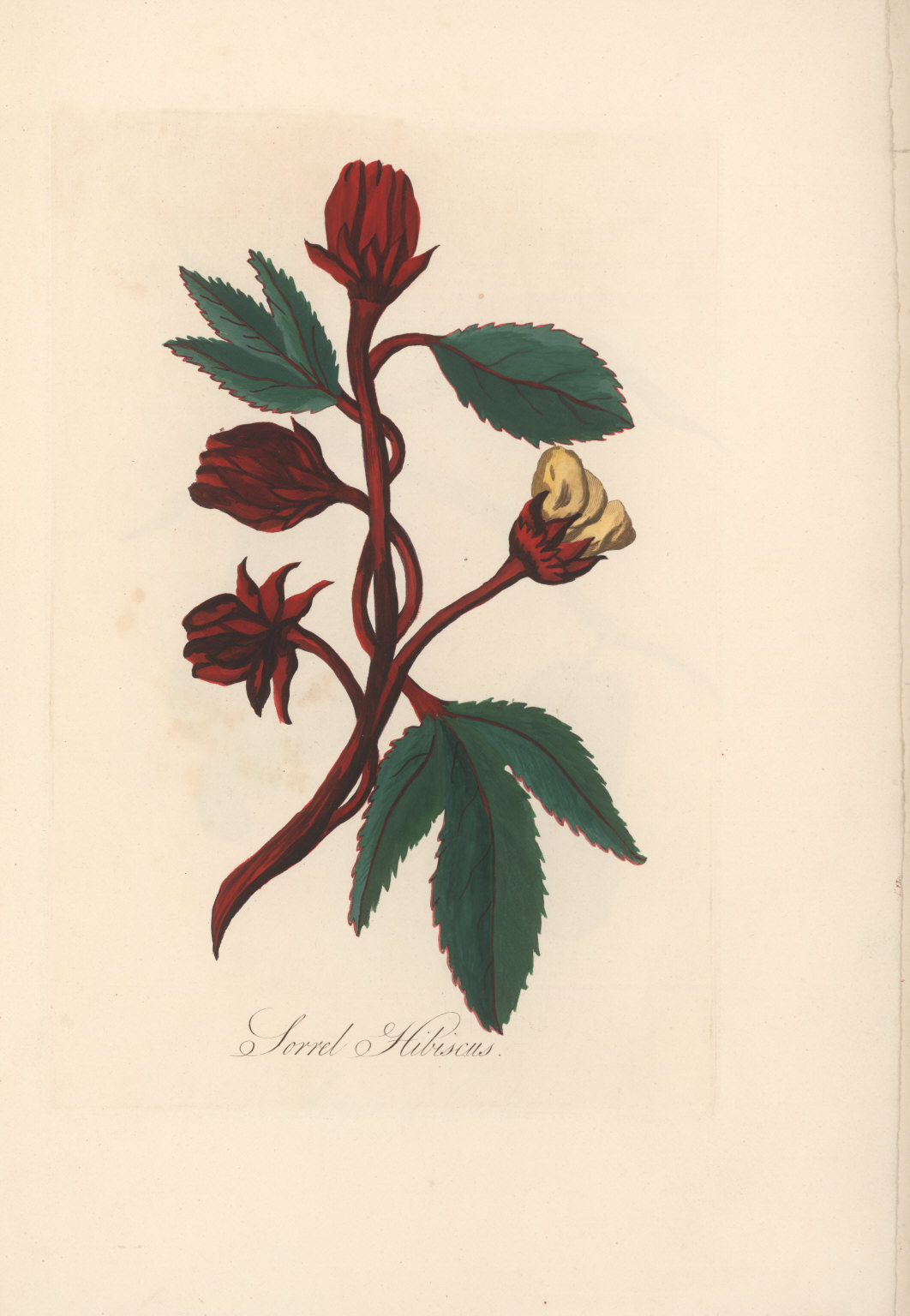
hibisco
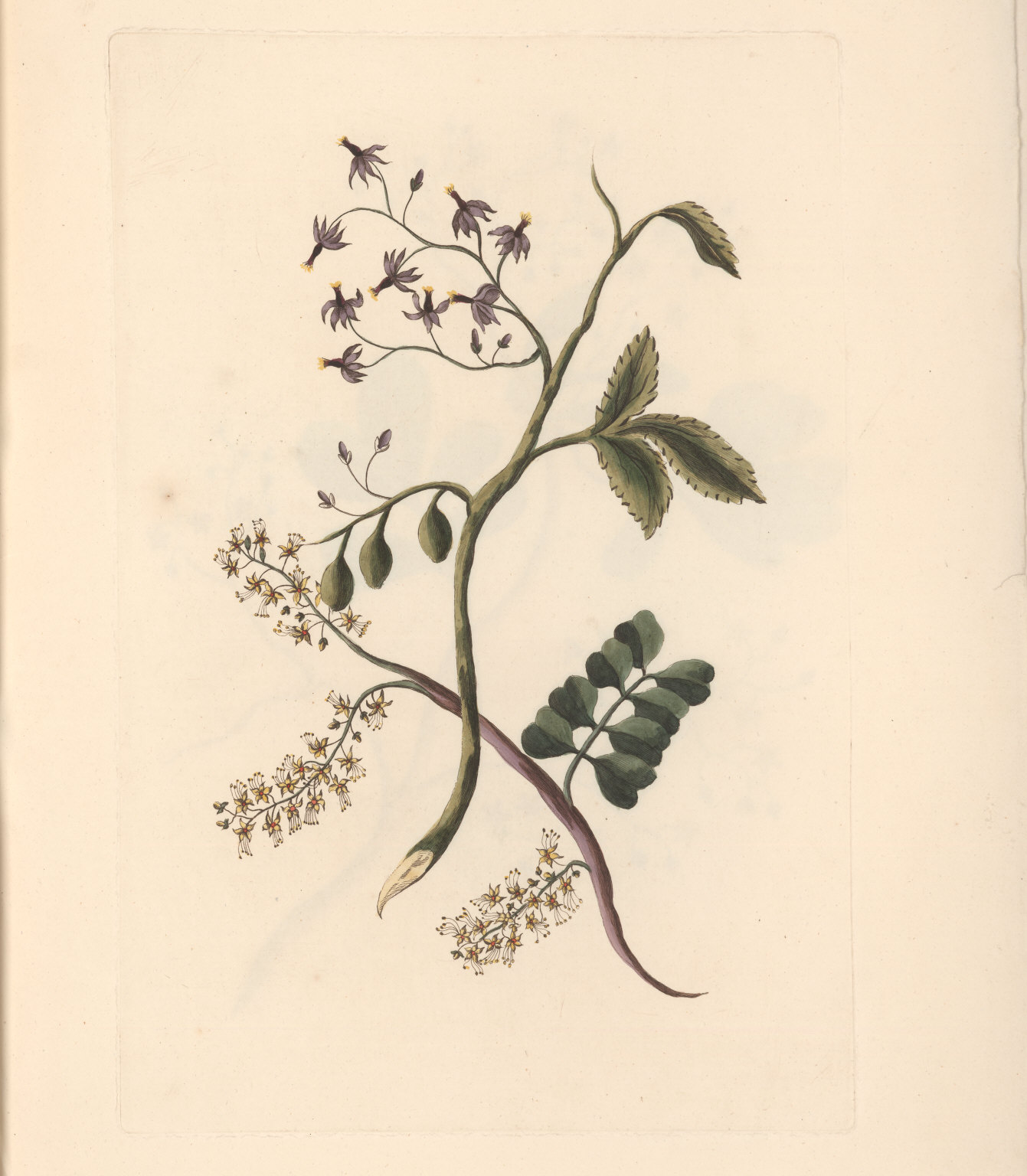
Syringa lacinitia
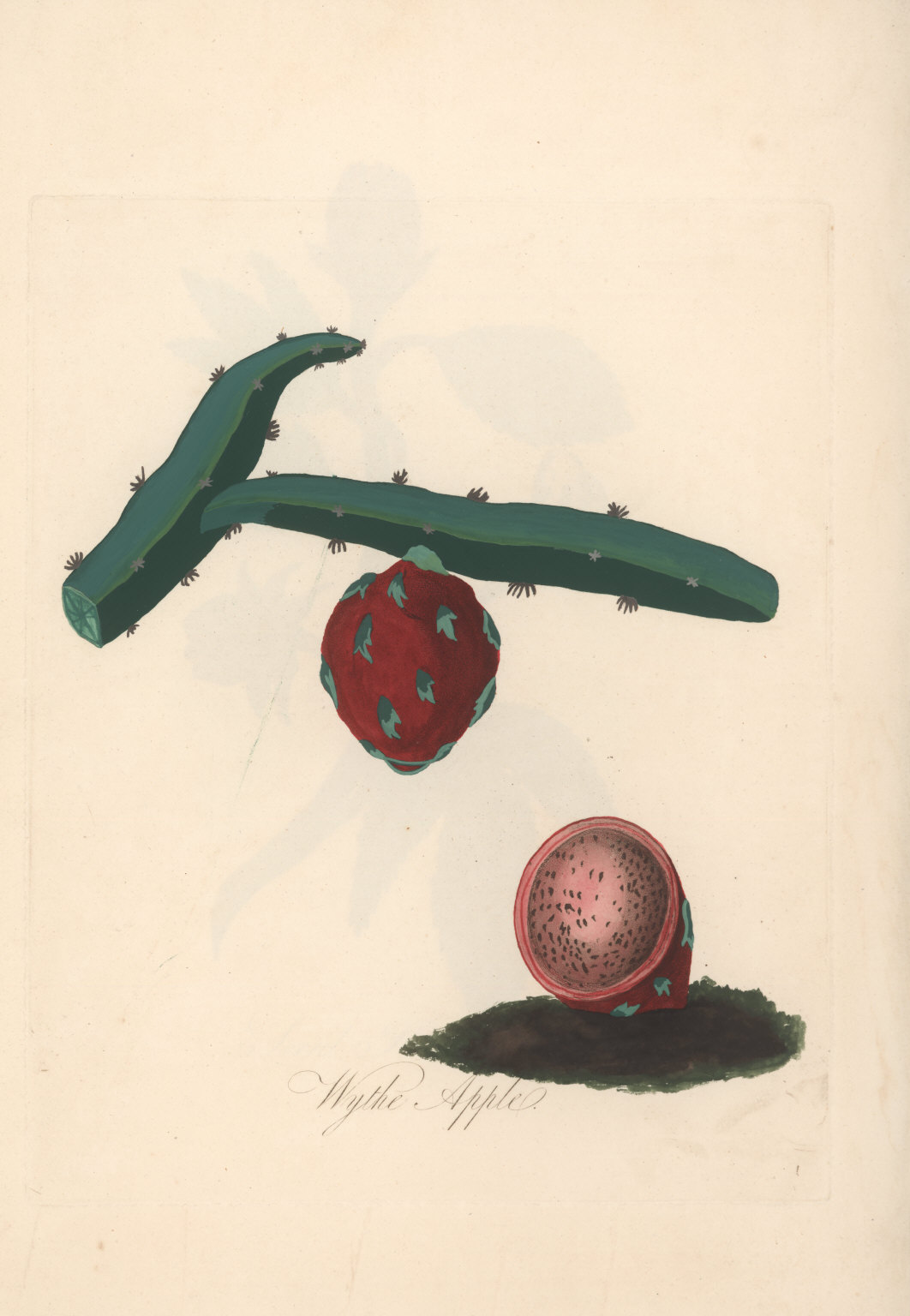
Manzana